# 王綬 (明朝)
王綬（1469年—？），字朝儀，山東濟南府濱州人，軍籍，明朝政治人物。

## 生平
山東鄉試第十四名舉人。弘治六年（1493年）中式癸丑科三甲第六十二名進士。擢授监察御史，十八年（1505年）出为荆州府知府，正德三年（1508年）正月考察罢免。以勾结劉瑾得赐飞鱼服，升一级，仍掌府事，绶在荆州暴虐贪婪，与荆州监税工部主事冯友端，荆州人谓之“二虎”。十二月降三级，调远方别用。

## 家族
曾祖王思誠；祖父王英；父王信，封禮科給事中。母史氏（封孺人）。具庆下。兄王綸，礼科给事中。弟王绩、王绪、王绅。